# Det elektriske Pengeskab
Det elektriske Pengeskab er en dansk stumfilm fra 1917 med ukendt instruktør.

## Handling
Denne artikel mangler et handlingsreferat. Hjælp os med at skrive det.

## Medvirkende
- Peter Malberg
- Bergliot Skands
- Victor Neumann
- Alfred Møller